# Icaro involato
Icaro involato (titolo originale Le Vol d'Icare) è un romanzo di Raymond Queneau pubblicato nel 1968 sotto forma di testo teatrale.
Il titolo rimanda al mito di Icaro.

## Trama
Hubert, scrittore del 1895, scrive un romanzo il cui protagonista si chiama Icaro. Un giorno, quest'ultimo evade dal manoscritto e si ritrova a girovagare per Parigi, dove conoscerà LN, una misteriosa ragazza "di origini cruciverbiste". Nel frattempo Hubert assume il detective Morcol e, dal momento in cui questi riuscirà a rintracciare Icaro, pensa di poter proseguire nella stesura del suo romanzo. Tuttavia, dei gendarmi si presentano a casa di Hubert, sostenendo che Icaro sia un disertore dell'esercito. In realtà, si tratta di altri scrittori i cui personaggi sono scappati e che si affidano perciò ad Icaro per ritrovarli. In conclusione, Icaro, preso il volo su un aquilone, cadrà proprio nel libro di Hubert, che dirà "Tutto è andato come previsto, il mio romanzo è concluso.": lo scrittore aveva infatti immaginato proprio questa fine per il suo personaggio, e si capisce dunque che l'intera trama era frutto della fantasia dello stesso Hubert.

## Edizione italiana
- trad. di Clara Lusignoli, Icaro involato, Einaudi, Torino 1969 ISBN 88-06-53496-3 ISBN 88-06-18312-5